# Черевичний Іван Іванович
Іва́н Іва́нович Череви́чний (*31 березня 1909, Голта Херсонська губернія  — †15 лютого 1971, Москва) — радянський полярний льотчик. Герой Радянського Союзу (1949).

## Біографія
Іван Іванович Черевичний народився 31 березня 1909 року в селі Голта Ананьївського повіту Херсонської губернії (нині місто Первомайськ Миколаївської області в родині залізничного кочегара Івана Логвиновича та Прасковії Василівни Черевичних. Він був п'ятою дитиною з шести в родині . В квітні того ж року був хрещений в Свято-Миколаївській церкві села Голта. В 1926 році закінчив 7 класів залізничної школи № 17 (тепер це Первомайська середня загальноосвітня школа І-ІІІ ступенів № 16 імені Героя Радянського Союзу Лобова Я. М. і влаштувався землекопом на будівництві найбільшої в Україні на той час Первомайської ГЕС.
В 1928 році добровільно пішов до Червоної Армії і був направлений до військової школи льотчиків. В 1930 році за анонімним наклепом виключений з льотної школи, працював на заводі слюсарем. В цей час Черевичний І. І. знайомиться з браківницею цього ж заводу Шибаніною Антоніною Дмитрівною, яка стає його дружиною і супутницею всього життя. В 1932 році відновлений в рядах РСЧА, закінчив Центральну льотну школу Тсоавіахіму в Тушиному і залишений при школі льотчиком-інструктором.
З 1934 року І. І. Черевичний переходить на службу в полярну авіацію і призначається пілотом на Ігарську авіалінію (від Красноярська до Ігарки і Дудинки).
В 1936 році переведений на Ленську авіалінію, проте майже відразу був направлений на льодову розвідку в море Лаптєвих, де пропрацював наступних два роки.
В лютому 1938 року бере участь в знятті з крижини експедиції Папаніна І. Д. з дрейфуючої станції «Північний полюс-1», згодом проводив судна Північним морським шляхом, проводив льодову розвідку в Карському морі та морі Лаптєвих.
В квітні — травні 1941 року екіпаж Черевичного за 15 діб долетів з Москви до Острова Рудольфа, потім пройшов за маршрутом Північна Земля — мис Челюскін — Новосибірські острови — острів Беннетта — острів Врангеля. Після 6-денної стоянки на острові Врангеля Черевичний досяг Полюса недосяжності. Протягом 15-денного перебування на дрейфуючій крижині, вчені експедиції дізналися багато нового про глибини Північного Льодовитого океану та його льодовий покрів. За словами адмірала Головка А. Г., Німецько-радянська війна зашкодила по-справжньому оцінити політ Черевичного до Полюса недосяжності.
В роки війни І. І. Черевичний продовжує літати в Арктиці. В вересні 1941 року за завданням Головного штабу ВПС здійснив переліт через Сибір і Аляску до Сієтла, доправивши групу радянських високопосадових спеціалістів для перемовин стосовно договору по ленд-лізу.
В вересні 1942 року німецький рейдер «Адмірал Шеєр» потопив криголамний пароплав «Сибіряков». І. І. Черевичний вдало провів між крижин криголам «Красін», ховаючи його від німецького крейсера, а 30 вересня 1942 року зняв з острова Бєлуха єдиного вцілілого моряка з «Сибірякова» — кочегара Павла Вавілова. Льотчик також бував на спалених фашистами станціях Мис Бажання і Затока Благополуччя, врятував на острові Нансена обстріляних німецькою авіацією двох полярників, що дивом вижили, вивіз з таймирського берега полярника Г. В. Бухтіярова.
В жовтні 1943 року Черевичний провів великий караван суден в надскладних метеоумовах з моря Лаптєвих в Біле море.
В повоєнні роки продовжував роботу в Главпівнічморшляху. В 1948 році було створено високоширотну повітряну експедицію «Північ-2» під керівництвом начальника Головпівнморшляху О. О. Кузнецова. В складі «стрибаючого загону» Черевичного були геофізики, гідрологи, інші спеціалісти. Загін здійснював короткочасні 3-денні висадки на дрейфуючі крижини з науковою метою.
Указом Президії Верховної Ради СРСР від 6 грудня 1949 року за багаторічну роботу в полярній авіації, мужність і героїзм, Черевичному Івану Івановичу присвоєно звання Героя Радянського Союзу з врученням ордена Леніна і медалі «Золота Зірка» (№ 7807).
В 1955 році перша радянська антарктична експедиція під керівництвом академіка Сомова М. М. на дизель-електроходах «Об» і «Лена» відправилась в Антарктиду. В її складі був і І. І. Черевичний, як командир зведеного авіазагону експедиції. Протягом 1955—1957 років Черевичний і члени його загону освоювали невідомий континент, здійснили безліч польотів в надскладних кліматичних умовах.
В 1958—1960 роках І. І. Черевичний брав участь в високоширотній повітряній експедиції.
В 1961 році вийшов на пенсію. Проживав в Москві. Помер 15 лютого 1971 року після важкої тривалої хвороби. Похований в Москві на Новодівочому цвинтарі.

## Нагороди
- Золота Зірка Героя Радянського Союзу (06.12.1949, № 7807);
- три ордена Леніна (02.12.1945; 06.12.1949; …);
- орден Червоного Прапора (20.11.1943);
- два ордена Трудового Червоного Прапора;
- орден Червоної Зірки;
- орден «Знак Пошани»;
- медалі.

## Вшанування пам'яті
У м. Первомайську ім'ям Івана Черевичного названа вулиця.
Указом Президента РФ від 23 листопада 2021 року № 667 аеропорту Васьково присвоєне ім'я І. І. Черевичного.